# Ilex fukienensis
Ilex fukienensis är en järneksväxtart som beskrevs av Shiu Ying Hu. Ilex fukienensis ingår i släktet järnekar, och familjen järneksväxter. Utöver nominatformen finns också underarten I. f. puberula.